# Distretto di Phatthana Nikhom
Il distretto di Phatthana Nikhom (in thailandese: พัฒนานิคม) è un distretto (amphoe) della Thailandia, situato nella provincia di Lopburi.